# Multimediedesign
Multimediedesign er en gren af designfaget der beskæftiger sig med kommunikation gennem diverse medier, som tv, radio, internet, computerspil, avis, reklame, mm. En person der er uddannet i, eller arbejder med faget, kaldes en multimediedesigner.
Uddannelsen strækker sig i hovedtræk over fire fagområder: Kommunikationsteori, virksomhed- og projektledelse, design og interaktion (programmering og databaser), og varer to år. En af de første skoler der udbød uddannelsen i Danmark var IMMA.
På grund af sit interaktionselement arbejdes der ofte med skærmbaseret kommunikation, blandt andet i forbindelse med computerspils- og webdesign.

## Fodnoter
1. ↑  IMMAs historie på officielle hjemmeside Arkiveret 12. april 2008 hos  Wayback Machine. Hentet 25. juni 2008.

| Skole | Spire Denne artikel om en skole, en uddannelsesinstitution eller uddannelse er en spire som bør udbygges. Du er velkommen til at hjælpe Wikipedia ved at udvide den. |